# Mark McMorris
Mark McMorris, född 3 december 1993 i Regina, Saskatchewan, är en kanadensisk snowboardåkare som tävlar i slopestyle och big air. Vid Olympiska vinterspelen 2014 vann han ett brons i slopestyle. 
McMorris är en av de mest framgångsrika snowboardåkarna i X Games historia med totalt 23 medaljer varav 11 guld. Vid Vinter X Games 2013 och 2015 vann han guld i både slopestyle och big air. 